# Тарахан-Береза Зінаїда Панасівна
Зінаї́да Пана́сівна Тараха́н-Бере́за (* 22 травня 1939, Канів) — українська літературознавиця. Кандидат філологічних наук. Заслужений працівник культури України (2000). Провідний науковий співробітник Шевченківського національного заповідника в Каневі. Лауреатув премії імені Вернадського.

## Наукова діяльність
Тарахан-Береза відома як шевченкознавець. Автор монографій:
- «Шевченко — поет і художник» (Київ, Наукова думка, 1985),
- «Святиня» (Київ, Родовід, 1998),
- «Тарас Шевченко, Святиня і сучасна Україна» (Київ, Просвіта, 2001),
- «Заворожи мені, волхве...» (Київ, Мистецтво, 2012).

«Святиня» — це науководокументальна історія Шевченкової могили. Для написання книги автор використала багато архівних, історичних, літературних, фольклорних джерел та особистих спостережень, зроблених за багато років праці на Тарасовій горі. Зінаїда Тарахан-Береза відшукала могилу Ликери Полусмак, у яку був закоханий Шевченко.
Опублікувала близько 300 наукових статей у вітчизняній і закордонній пресі, збірниках наукових праць.

## Відзнаки
14 вересня 2000 року надано звання «Заслужений працівник культури України» — за вагомий особистий внесок у розвиток Шевченківського
національного заповідника в місті Каневі, високий професіоналізм .